# Madison (Connecticut)
Pour les articles homonymes, voir Madison.
Madison est une ville du comté de New Haven dans l'État du Connecticut aux États-Unis.
Madison devient une municipalité en 1826. Elle doit son nom à l'ancien président James Madison, qui fêta ses 75 ans cette année-là.

## Démographie
Lors du recensement de 2010, la municipalité comptait 18 269 habitants pour une superficie de 36,63 milles carrés (94,87 km2), dont 36,15 milles carrés (93,63 km2) de terres et 0,48 milles carrés (1,24 km2) d'étendues d'eau. Au sein de la municipalité, le bourg de Madison (Madison Center CDP) rassemble 2 290 habitants.
| 1850  | 1860  | 1870  | 1880  | 1890  | 1900  |
| ----- | ----- | ----- | ----- | ----- | ----- |
| 1 837 | 1 865 | 1 814 | 1 672 | 1 429 | 1 518 |

| 1910  | 1920  | 1930  | 1940  | 1950  | 1960  |
| ----- | ----- | ----- | ----- | ----- | ----- |
| 1 534 | 1 857 | 1 918 | 2 245 | 3 078 | 4 567 |

| 1970  | 1980   | 1990   | 2000   | 2010   | - |
| ----- | ------ | ------ | ------ | ------ | - |
| 9 768 | 14 031 | 15 485 | 17 858 | 18 269 | - |

## Jumelage
Madison (New Jersey)